# اچ‌ام‌اس میلان (۱۸۰۵)
اچ‌ام‌اس میلان (۱۸۰۵) (به انگلیسی: HMS Milan (1805)) یک کشتی است که طول آن ۱۵۳ فوت ۱ اینچ (۴۶٫۷ متر) می‌باشد. این کشتی در سال ۱۸۰۵ ساخته شد.